# ألكسندر ميلينكوفيتش
ألكسندر ميلينكوفيتش هو لاعب كرة قدم صربي في مركز الدفاع، ولد في 14 مارس 1994 في فيينا في النمسا. لعب مع أدميرا فاكر مودلينغ ورابيد فيينا.

## وصلات خارجية
- ألكسندر ميلينكوفيتش على موقع قاعدة بيانات كرة القدم.إي يو (الإنجليزية)
- ألكسندر ميلينكوفيتش على موقع Soccerway.com (الإنجليزية)
- ألكسندر ميلينكوفيتش على موقع عالم كرة القدم.نت (الإنجليزية)